# Stahl (Band)
STAHL ist eine Rockband aus Österreich, die vor allem Ende der 1990er-Jahre Erfolge verbuchen konnte. Gegründet 1996, fand das endgültige Line-Up im März 1997 zusammen: Alfred „Fredl Stahl“ Holzschuster (Gesang), Michael „Toni“ Kaiser (E-Gitarre), Roman „Klaus-Rüdiger Hoffy“ Hoffmann (E-Gitarre), David „Hans-Hermann Dave Krause“ Schlögel (Bass) und Joachim „Jens-Uwe Jurki-X“ Graf (Schlagzeug).

## Bandgeschichte 1996–2001
1997 produzierte man im Studio des Produzententeams Gerhard Gutschik und Harry Horvath Demos. Da sie auch das Label Pepperland Music Production besaßen, entschloss man sich zur Kooperation und nahm die Maxi-CD „Vera/Stark/Gedanken“ auf. „Vera“ setzte sich kritisch mit Talkshows, insbesondere mit der damals äußerst populären Sendung Vera von Vera Russwurm auseinander. Kaum, dass auch mit Edel Records ein Deal ausverhandelt und eine CD-Präsentation fixiert wurde, sah man sich mit der Androhung von rechtlichen Konsequenzen im Falle einer Veröffentlichung konfrontiert. Erst als ein prominenter Anwalt seine Unterstützung zusagte, kam die Single – mit einjähriger Verspätung – österreichweit in die Läden. Der Rummel rund um „Vera“ sorgte für einiges Aufsehen, schlussendlich wurde die Band sogar für das Forestglade-Festival in Wiesen engagiert.
Ermutigt durch eine erfolgreiche Tour und den positiven Reaktionen zu „Vera“, gingen STAHL 1998 erneut ins Studio, um ein komplettes Album einzuspielen. Anfang 1999 wurde „Los Sagwas“ in ganz Österreich veröffentlicht, die Band ging wieder auf Tour. Bei Auftritten wie zum Beispiel beim Donauinselfest, dem Hauptstadtfest St. Pölten oder während der Superbike-Weltmeisterschaft auf dem A1-Ring Spielberg konnten sie mit ihrer witzigen und energiegeladenen Show überzeugen. Als Support waren sie gemeinsam mit Bands wie Such a Surge, The Bates, Alkbottle, Heinz aus Wien oder Megaherz unterwegs.
Im Jahr 2000 nahm die Band die Single „Auf Wiedersehn!“ auf, allerdings wollte Edel Records diese nur veröffentlichen, wenn entsprechendes Airplay garantiert werden konnte. Etwas enttäuscht von dieser Geschäftsstrategie vertrieben STAHL „Auf Wiedersehn!“ bei ihren Konzerten und über ihre Web-Site, um ein Budget für ein neues Album aufzustellen. Die Band löste sich bald darauf auf.

## Revival 10 Jahre STAHL
Im Oktober 2006 gaben STAHL zum 10-jährigen Gründungsjubiläum und in Gedenken an Dave ein Konzert. Da Toni Kaiser verletzungsbedingt nicht dabei sein konnte, übernahm Mario Machacek den Posten an der Solo-Gitarre. Christian DeLellis konnte als Bassist gewonnen werden und weiters wurde erstmals mit Herbie Kopitar auch ein Keyboarder engagiert.

## 25 Jahre STAHL – Jubiläumsreunion in Originalbesetzung
Am 10. August 2020 wurde über Social Media angekündigt, dass STAHL im Mai 2021 ihr 25-jähriges Gründungsjubiläum feiern. Aufgrund der COVID-Pandemie wurde der Termin zweimal verschoben und ist nun definitiv für den 14. Mai 2022 fixiert. Geplant ist ein Open Air im Erlebnisbad Lockenhaus (Burgenland, Österreich) mit Special Guests „The DAWN“, „Dune Dingos“ und dem international bekannten DJ Nick (Rock am Ring, Rock im Park, Novarock, Frequency …). STAHL werden mit dem Original-Line-Up aus 1998 auftreten und ein „Best Of“ mit Schwerpunkt auf ihr Album „Los Sagwas“ spielen.

## Single-Veröffentlichungen 2021
Im Zuge des Bandgründungsjubiläums wurde am 15. Juni 2021 die Single „Regen“ veröffentlicht. Der Song ist bereits auf „Los Sagwas“ enthalten, wurde aber völlig neu eingespielt und produziert. STAHL widmeten diese erste Veröffentlichung nach über 20 Jahren ihrem verstorbenen Bassisten. Am 1. September 2021 erschien „Superfan“, ein bisher unveröffentlichter Song, welcher sich um Stalking dreht. „Helden“, die dritte Single, ist eine Coverversion des gleichnamigen David-Bowie-Klassikers und erschien am 5. November 2021.

## Los Sagsnochmal Vol. 1 & Vol. 2
Waren 2021 ursprünglich ein einmaliges Jubiläumskonzert und eine Single-Veröffentlichung geplant, hat die Band sich bald entschieden, „Los Sagwas“, den längst vergriffenen Album-Klassiker aus 1999, noch einmal komplett neu einzuspielen und zu produzieren. „Das war auch für uns überraschend“, meint Sänger Fredl Stahl. „Wir wollten es eigentlich schon wieder bleiben lassen, aber als wir die fertige Version von ‚Regen‘ gehört haben, hat es uns sprichwörtlich umgehauen und überzeugt, weiterzumachen.“ Das Ergebnis ist „Los Sagsnochmal“, das als zweiteiliges Album weltweit auf allen Online- und Streamingdiensten veröffentlicht wird. Vol. 1 erschien im Dezember 2021, Vol. 2 ist für Frühjahr 2022 angekündigt.

## Projekte der Mitglieder
- Fred Holzschuster (Fredl Stahl) ist hauptsächlich solo unterwegs, aber gelegentlich auch mit seinen (Cover-)Rock-Projekten Avalon und The Wulf Gang. Er war auch in einer Episode der ATVplus-Gerichtsshow „Strafrichter Gustav Rothmayer“ zu sehen.
- Joachim Graf (Jens-Uwe Jurki-X) spielte bei Naiv Schlagzeug.
- Roman Hoffmann (Klaus-Rüdiger Hoffy) ist bei unterschiedlichen musikalischen Projekten dabei.
- Michael „Toni“ Kaiser ist künstlerisch aktiv, schreibt Kinderbücher und musiziert.

## Diskografie

### Studioalben
- 1997: Wenn ihr alle hierbleibt, gehen wir auch (MC/Demo, Eigenvertrieb)
- 1999: Los Sagwas (Album, Pepperland / Edel)[2]

### Kompilationen
- 1997: America Is Waiting 1997 (Sampler mit „Positiv“ und „Einmal“ live)[2]
- 1999: Stage Radio (Sampler, X-Art Studios)[2]

### Studio-EPs
- 2021: Los Sagsnochmal, Vol. 1 (Erster Teil der Neuproduktion des Klassikers „Los Sagwas“)

### Singles
- 1998: Vera/Stark/Gedanken (Single, Pepperland / Edel)[2]
- 2000: Auf Wiedersehn! (Single, Eigenvertrieb)
- 2021: Regen (Single, Artistfy)
- 2021: Superfan (Single, Artistfy)
- 2021: Helden (David Bowie Cover) (Single, Artistfy)